# Wildlife Conservation Society
La Wildlife Conservation Society è una fondazione statunitense per la tutela della vita naturale. L'associazione appoggia progetti mirati in tutto il pianeta. L'associazione è stata fondata nel 1895 come New York Zoological Society (NYZS) dall'unione degli zoo di New York presso il Bronx Zoo. 

## Le attività
La principale attività dell'associazione è la tutela delle specie animali in loco applicando tecniche come le foto scattate da camera trap o la telemetria. Il WCS dedica particolare attenzione alle global priority species, cioè le specie a rischio d'estinzione, di estrema importanza per l'essere umano e di forte valore simbolico.

## Parchi zoologici
- Zoo del Bronx
- Zoo di Central Park
- Acquario di New York
- Prospect Park Zoo
- Zoo del Queens